# Gli anni '70 (Franco Battiato)
Gli anni '70 è una raccolta di Franco Battiato pubblicata nel 1998 dalla BMG Ricordi. Il primo disco contiene tutte le tracce della precedente raccolta Feed Back, caratterizzate da alcune differenze rispetto alle versioni sugli album originali. Nel secondo sono presenti tutti i brani degli album Battiato e L'Egitto prima delle sabbie e altri due, estratti da Juke Box. 

## Tracce
CD 1
1. Fetus – 3:34
2. Meccanica – 8:49
3. Areknames – 4:33
4. Aria di rivoluzione / Sequenze e frequenze – 14:37
5. Da Oriente a Occidente – 3:36
6. Il silenzio del rumore – 1:44
7. Rien ne va plus – 2:43
8. Beta – 5:02
9. Plancton – 5:04
10. Pollution – 8:46
11. Ethika fon Ethica – 3:54
12. I cancelli della memoria – 6:11
13. No U Turn – 4:52
14. Propiedad Prohibida – 5:20

Durata totale: 78:45
CD 2
1. Cafè-Table-Musik – 18:59
2. Zâ – 19:33
3. Campane – 2:29
4. Hiver – 2:53
5. L'Egitto prima delle sabbie – 14:15
6. Sud Afternoon – 18:33

Durata totale: 76:42